# Personal Nightmare
Personal Nightmare, anche scritto ...A Personal Nightmare in alcune edizioni, è un'avventura grafica horror sviluppata e pubblicata dalla Horrorsoft nel 1989. Si tratta del primo gioco sviluppato dalla Horrorsoft, che in seguito diverrà famosa per Elvira: Mistress of the Dark. Il design del videogioco è di Keith Wadhams.

## Trama
Il giocatore veste i panni del figlio di un pastore di una piccola comunità, richiamato in città da un appello del padre, in forma di lettera. Giunto nella casa paterna il giocatore non trova alcuna traccia del padre. In realtà nell'introduzione del gioco è mostrato che l'uomo fu colpito da un fulmine che aveva generato un incendio in chiesa, dal quale emerse un demone. Infatti l'intera città sembra essere sotto scacco delle forze del male. Il protagonista del gioco dovrà ricomporre tutti i pezzi della storia e capire cosa sta succedendo entro quattro giorni, ovvero prima del giorno in cui il pastore avrebbe dovuto tenere il suo prossimo sermone.

## Accoglienza
Secondo Keith Wadhams, suo principale progettista, Personal Nightmare ebbe una discreta riuscita e vendette 10 000 copie. L'azienda però non riuscì a pubblicarlo in America, dove giochi di questo tipo erano molto apprezzati, e questo lo penalizzò significativamente.
Almeno nelle versioni Amiga e Atari ST, la maggior parte dei giudizi della stampa di settore sul gioco furono buoni.